# Riesenrafflesie
Die Riesenrafflesie (Rafflesia arnoldi) ist eine Pflanzenart aus der Gattung der Rafflesien (Rafflesia) in der Familie der Rafflesiengewächse (Rafflesiaceae). Die Blüten der Riesenrafflesie messen bis zu einem Meter im Durchmesser, sind bis zu elf Kilogramm schwer und gelten als die größten Einzelblüten im Pflanzenreich, auch wenn andere Rafflesia-Arten ähnlich große Blüten bilden (z. B. Rafflesia kerrii).

## Ökologie

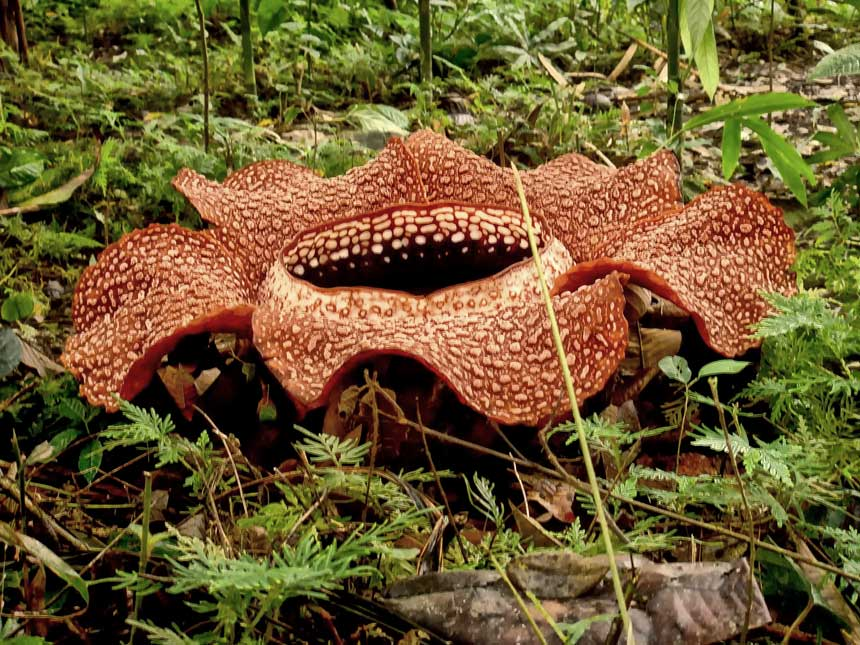
Blüte im Habitat

Rafflesia arnoldi ist ein Vollschmarotzer an Lianen der Gattung Tetrastigma, der als Endophyt vollständig innerhalb seines Wirtes lebt. Dort bestehen die Pflanzen lediglich aus einem myzelartigen, mit Haustorien durchsetzten Geflecht. Wurzeln, Sprosse und Laubblätter werden nicht ausgebildet.
Rafflesia arnoldi ist zweihäusig getrenntgeschlechtig (diözisch).
Außerhalb der Wirtspflanze ist lediglich die Blüte zu erkennen, die dem Boden aufliegt. Wie bei allen Rafflesia-Arten ahmt sie in Farbe und Geruch Aas nach und lockt so Insekten, vorwiegend Schmeißfliegen, zur Bestäubung an.

## Systematik und Verbreitung
Die Erstbeschreibung von Rafflesia arnoldi erfolgte 1821 durch Robert Brown in Transactions of the Linnean Society of London. Das Artepitheton arnoldi ehrt Joseph Arnold, der Rafflesia arnoldi zusammen mit Sir Thomas Stamford Raffles entdeckte.
Von Rafflesia arnoldi gibt es zwei Varietäten:
- Rafflesia arnoldi R.Br. var. arnoldi ist auf Borneo im malaysischen Bundesstaat Sarawak, Sabah und in der indonesischen Provinz Kalimantan Barat heimisch.
- Rafflesia arnoldi var. atjehensis (Koord.) Meijer (Syn.: Rafflesia atjehensis Koord.): Sie ist ein Endemit in der Provinz Bengkulu auf der zu Indonesien gehörigen Insel Sumatra.